# Wheatley (krater)
För andra betydelser, se Wheatley.
Wheatley är en nedslagskrater på planeten Venus. Wheatley har fått sitt namn efter den afro-amerikanska författaren Phillis Wheatley.
Kratern har en diameter på ungefär 74 km.